# Gerra aedessa
Gerra aedessa là một loài bướm đêm trong họ Noctuidae.